# William Haywood
William (Bill) Haywood (ur. 4 lutego 1869 w Salt Lake City, zm. 18 maja 1928 w Moskwie) – amerykański radykalny aktywista związkowy i polityczny.

## Życiorys
W wieku 15 lat zaczął pracować w kopalni, później stał się aktywistą Zachodniej Federacji Górników (Western Federation of Miners) i został jej skarbnikiem. Po powstaniu w 1905 związku zawodowego Robotnicy Przemysłowi Świata (Industrial Workers of the World) stał się w końcu przywódcą. Za swoją działalność był aresztowany. Działał również w Socjalistycznej Partii Ameryki, 1909-1913 angażował się w akcje strajkowe. W 1917, krótko po przystąpieniu USA do I wojny światowej, został aresztowany w Chicago wraz z innymi działaczami Robotników Przemysłowych Świata. Po zwolnieniu za kaucją, w 1921 zdecydował się nie stawić na rozprawę i uciec do Rosji radzieckiej, gdzie pozostał do śmierci.